# 奈氏眼眶魚
奈氏眶灯鱼（学名：Diaphus knappi）为輻鰭魚綱燈籠魚目灯笼鱼科的其中一種，分布於西印度洋及太平洋海域，屬深海魚類，棲息深度122-664公尺，體長可達17.3公分。

## 扩展阅读
維基物種上的相關：奈氏眶灯鱼